# 森山ゆうこ
森山 ゆうこ（もりやま ゆうこ、1968年12月9日 - ）は、日本の俳優。東京都出身。血液型はO型。別名義は“森山 祐子”。かつてはウィルコーポレーションに所属していた。

## 人物・略歴
イラストレーターである父の仕事を手伝っていたところをスカウトされ、これをきっかけに芸能界入り。1988年8月にTBS系放送の単発ドラマ『潮風にとべ!!ウルトラマン』でデビュー。CM、映画、Vシネマ、テレビドラマ等で活躍。
また『お笑いマンガ道場』には、川島なお美の降板後に4人目の女性パネラーとして最終回まで出演。明るい性格で人気を博した。
デビュー時より本名で活動していたが、2000年に名を平仮名の「ゆうこ」に改名。
2004年に写真集『Dear Friend』を発表して以降は表立った活動をしておらず、実質的な引退状態となっている。
『みんな生きている』の案内人を務めたことがきっかけで、子供の感性に関心を持ち、友人達と共に『森山子ども研究会』を発足。子供の感性研究・講演活動等を行っていた時期がある。

## 出演

### CM
- シードコンタクトレンズ（東京コンタクトレンズ研究所）- 片桐はいりと共演
- プッチンプリン（グリコ協同乳業）
- ハーネス デオドラント（花王）
- エコアイスmini（中国電力）

### 映画・Vシネマ
- ゼイラム（1991年） - イリア 役
- 平成就職物語 BE STEWARDESS!（1992年）
- ゼイラム2（1994年） - イリア 役
- 湘南純愛組!（1995年） - 出雲真理子 役
- 魔界転生（1996年） - おひろ 役
- タオの月（1997年） - マリエン・アビラ・クズト 三 役
- くノ一忍法帖 柳生外伝（1998年） - お千絵 役
- 修羅がゆく9 北海道進攻作戦（1999年）- 西野由美 役
- 雨あがる（2000年） - 腰元 役
- 傷だらけの仁義（2000年） - 菊地由起子 役
- 東京攻略（2000年） - 美雪 役
- 愚連 ギャング2（2002年）

### テレビドラマ
- 春日局（1989年、NHK）　-　お振　役
- さすらい刑事旅情編II 第6話「特急ひたち 送られてきた婚約指輪」（1989年、テレビ朝日）
- 火曜スーパーワイド 三毛猫ホームズの結婚披露宴（1989年、テレビ朝日） - 伊豆島マサヨ 役
- 悲しいほど好き! Mr.ダンディお嬢様に恋をする（1989年、フジテレビ）- ヒロイン・紀子　役
- 勝手にしやがれヘイ!ブラザー 第12話（1990年1月12日、日本テレビ) - リー王女、白鳥けいこ 二役
- 土曜ワイド劇場 （テレビ朝日）
  - 牟田刑事官事件ファイル15（1991年） - 田島みどり 役
  - 7人のOLが行く!（1994年） - 加藤ジュン 役
- 世にも奇妙な物語 「死神」（フジテレビ）
- 不思議な幻燈館（1991年、テレビ朝日）
- 天使のように生きてみたい（1992年、TBS）
- お願いダーリン!（1993年、フジテレビ） - 森川千秋 役
- 腕におぼえあり3（1993年、NHK） - 多恵 役
- スウィート・ホーム（1994年、TBS） - 沢田雪子 役
- ヘルプ!（1995年、フジテレビ） - 島田玲子 役
- 必要のない人（1998年、NHK総合）
- ニュースキャスター 霞涼子 第4話（1999年、テレビ朝日） - 望月弓子 役
- 永遠の1/2（2000年、TBS）
- ココだけの話 第2回『ふたりの会話』（2001年1月20日、テレビ朝日）
- 初体験（2002年、フジテレビ）
- 月曜ミステリー劇場 「アドベンチャー探偵の事件簿2 米沢牛しゃぶしゃぶ食べ放題殺人事件」（2002年、TBS） - 吉井怜子 役

### バラエティー番組等
- NHK特集 三万首のラブソング ～現代若者万葉集～ （1988年1月15日、NHK総合）
- お笑いマンガ道場（1989年 - 1994年、中京テレビ）
- 一枚の写真（1990年4月17日、フジテレビ）
- 加トちゃんケンちゃんごきげんテレビ・THE DETECTIVE STORY（1991年3月9日、TBS）
- クイズ日本人の質問（1993年6月29日・1994年4月10日・12月18日、NHK総合）
- みんな生きている（1995年 - 1996年、NHK教育）
- 趣味百科・ピアノ連弾の楽しみシューベルトを弾く（1995年9月13日、NHK教育）
- タモリ倶楽部 （1996年3月29日、テレビ朝日）

## 写真集
- aube（1999年10月、ぶんか社、撮影：西田幸樹）ISBN 978-4821122936
- Dear Friend（2004年2月、ワニブックス、撮影：Kyoko Harada）ISBN 978-4847027956

## 雑誌・グラビア
- B-CLUB・連載エッセイ「イリアにおまかせ」（1994年11月号～1995年4月号、バンダイ）
- ヤングジャンプ
- ORE
- 週刊プレイボーイ
- 週刊現代